# Bahadur Singh
Bahadur Singh Chouhan (né le 8 février 1946) est un athlète indien, spécialiste du lancer du poids.

## Biographie
Il remporte la médaille d'or du lancer du poids lors des championnats d'Asie 1975, et s'impose par ailleurs lors des Jeux asiatiques de 1978 et 1982.

### Palmarès
| Date | Compétition         | Lieu      | Résultat | Épreuve         | Performance |
| ---- | ------------------- | --------- | -------- | --------------- | ----------- |
| 1973 | Championnats d'Asie | Manille   | 3e       | Lancer du poids | 15,75 m     |
| 1974 | Jeux asiatiques     | Téhéran   | 2e       | Lancer du poids | 17,94 m     |
| 1975 | Championnats d'Asie | Séoul     | 1er      | Lancer du poids | 17,70 m     |
| 1978 | Jeux asiatiques     | Bangkok   | 1er      | Lancer du poids | 17,61 m     |
| 1979 | Championnats d'Asie | Tokyo     | 3e       | Lancer du poids | 17,47 m     |
| 1981 | Championnats d'Asie | Tokyo     | 2e       | Lancer du poids | 17,38 m     |
| 1982 | Jeux asiatiques     | New Delhi | 1er      | Lancer du poids | 18,54 m     |
| 1985 | Championnats d'Asie | Djakarta  | 3e       | Lancer du poids | 17,21 m     |

### Records
| Épreuve         | Performance | Lieu    | Date        |
| --------------- | ----------- | ------- | ----------- |
| Lancer du poids | 18,66 m     | Patiala | 30 mai 1976 |